# Maeve Dermody
Maeve Dermody, née le 2 novembre 1985 à Sydney, Australie, est une actrice australienne.

## Biographie
Maeve Dermody est née le 2 novembre 1985 à Sydney, Australie d'un père, Zen Roshi psychologue et d'une mère, Susan Murphy Dermody, réalisatrice et professeur de cinéma à l'université.
En parallèle de sa carrière d'actrice, elle continue ses études à l'université de Sydney pour obtenir un Bachelor of Arts en anglais, histoire de l'art et psychologie.

## Carrière
Elle fait sa première apparition au cinéma en 1993, âgée de 5 ans, dans le film Breathing Under Water (en) réalisé par sa mère.
Après avoir joué dans plusieurs courts-métrages et séries télévisées, elle décroche son premier rôle majeur en 2007 dans le thriller Black Water de David Nerlich et Andrew Traucki. Elle se voit récompensée de plusieurs nominations en Australie pour meilleure actrice dans un second rôle.
En 2009, elle se voit de nouveau nommée pour son rôle dans Beautiful Kate (en) de Rachel Ward,.
Elle continue à apparaitre à la télévision dans des séries telles que Miss Fisher enquête, Rake et Bikie Wars : Brothers in Arms.
En 2015, elle interprète Vera Claythorne dans la mini-série britannique And Then There Were None, adaptée du roman d'Agatha Christie.

## Filmographie

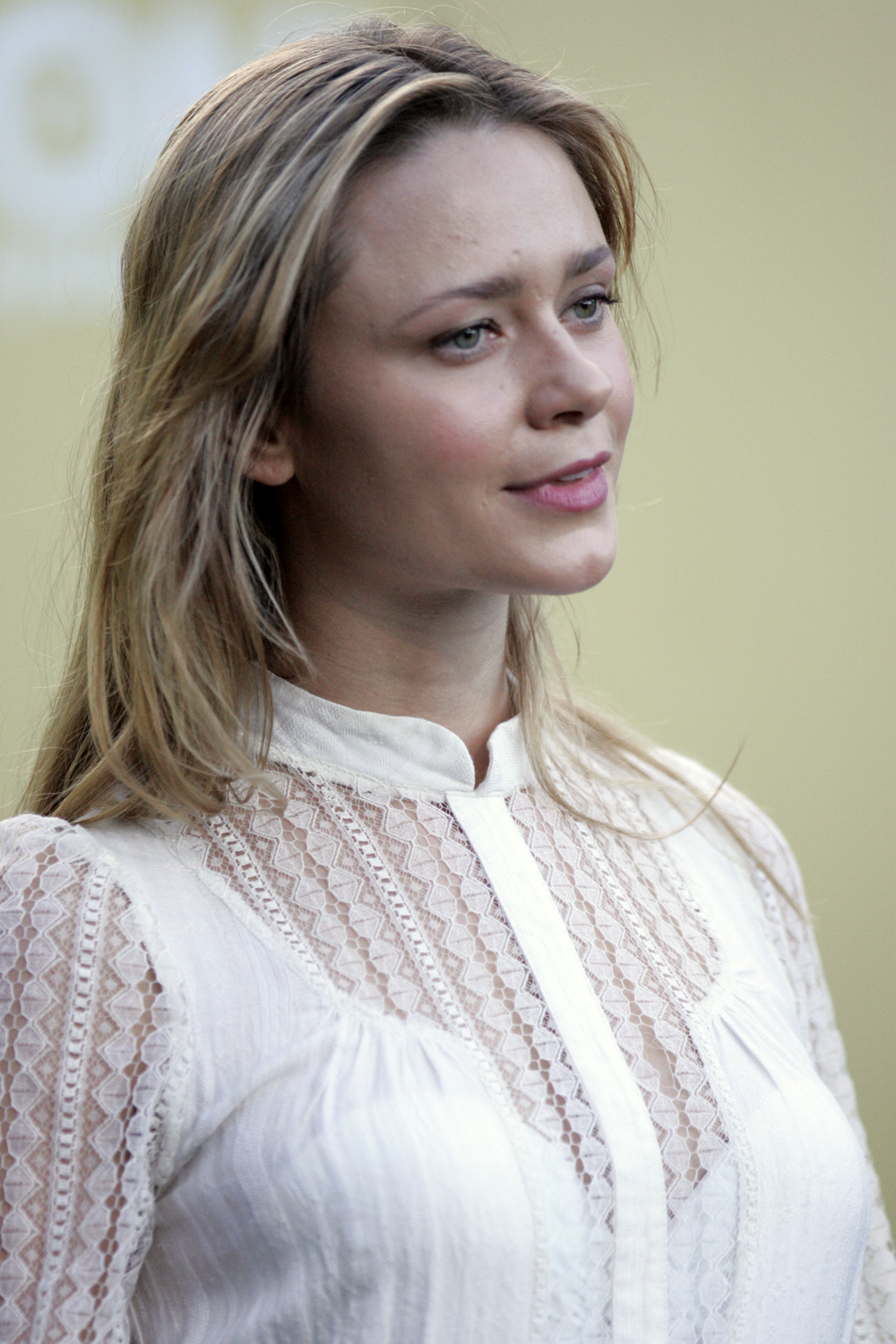
Maeve Dermody au festival Tropfest à Sydney en 2013.

### Cinéma

#### Longs métrages
- 1993 : Breathing Under Water (en) de Susan Murphy Dermody : Maeve
- 2007 : Black Water de David Nerlich et Andrew Traucki : Lee
- 2009 : Beautiful Kate (en) de Rachel Ward : Toni
- 2010 : Griff the Invisible (en) de Leon Ford (en) : Melody
- 2014 : The Fear of Darkness de Christopher Fitchett : Dr Sarah Faithfull
- 2015 : Pawno de Paul Ireland : Kate
- 2016 : The Space Between de Ruth Borgobello : Olivia
- 2017 : 2:22 de Paul Currie : Sandy
- 2019 : Love Type D de Sasha Collington : Frankie
- 2020 : Le jardin secret (The Secret Garden) de Marc Munden : Alice
- 2022 : Hilma de Lasse Hallström : Sigrid

#### Courts métrages
- 2003 : All Shook Up de Samantha Rebillet (en) : Billy
- 2006 : A Fairytale of the City de Vanessa Caswill : La fille
- 2007 : Walnut d'Amy Gebhardt : Ghyselle
- 2009 : Shot Open de Scott Pickett : Amelia Walsh
- 2009 : Past Midnight de Vicki Sugars : Ginny
- 2009 : At the Breakfast Table de Frances Anderson
- 2010 : Magpie de Vanessa Caswill : Martha
- 2012 : Almost de Frances Anderson : Emily
- 2013 : Greg's First Day de Scott Otto Anderson : Mandy
- 2020 : The Immortal de Carl Firth : Lucy

### Télévision

#### Séries télévisées
- 2003 : White Collar Blue : Amanda Payne
- 2006 : All Saints (en) : Taylor Patterson
- 2006 : Monarch Cove (en) : Charlotte Lee
- 2009 : My Place : Evelyn
- 2011 : Paper Giants: The Birth of Cleo (en)  : Rachel Carr
- 2012 : Miss Fisher enquête (Miss Fisher's Murder Mysteries) : Eunice Henderson
- 2012 : Bikie Wars : Brothers in Arms : Lee
- 2012 : Rake : Polly Nesbitt
- 2013 : Power Games: The Packer-Murdoch Story : Anna Murdoch
- 2013 : Serangoon Road (en) : Claire Simpson
- 2015 : And Then There Were None : Vera Claythorne
- 2016 / 2018 : Marcella : Grace Gibson
- 2016 : Ripper Street : Prudence Summer
- 2017 : The Frankenstein Chronicles : Esther Rose
- 2017 : SS-GB : Sylvia Manning
- 2019 : Carnival Row : Portia Fyfe
- 2019 : Le doute (Gold Digger) : Emily
- 2021 : The Beast Must Die : Violet
- 2022 : Pourquoi pas Evans ? (Why Didn't They Ask Evans ?) : Moira Nicholson

#### Téléfilm
- 2012 : Dangerous Remedy de Ken Cameron (en) : Jo Wainer

## Théâtre
- 2004 : Vincent in Brixton (en) de Nicholas Wright : Eugenie Loyer (Ensemble Theatre (en))
- 2005 : La Jeune Fille sur un canapé de Jon Fosse : La fille (New Theatre)
- 2006 : The Peach Season (en) de Debra Oswald (en) : Zoe (Griffin Theatre Company (en))
- 2008 : Killer Joe de Tracy Letts : Dottie (Belvoir St Theatre (en))
- 2010 : Mesure pour mesure de William Shakespeare : Juliette (Belvoir St Theatre)
- 2010 : Our Town de Thornton Wilder : Emily Webb (Sydney Theatre Company)
- 2011 : La Mouette d'Anton Tchekhov : Nina (Belvoir St Theatre)

## Distinctions

### Nominations
- Australian Film Institute Awards 2008 : Meilleure actrice dans un second rôle pour Black Water ;
- Inside Film Awards 2008 : Meilleure actrice pour Black Water ;
- Film Critics Circle of Australia Awards 2009 : Meilleure actrice dans un second rôle pour Black Water ;
- Australian Film Institute Awards 2009 : Meilleure actrice dans un second rôle pour Beautiful Kate (en) ;
- Film Critics Circle of Australia Awards 2010 : Meilleure actrice dans un second rôle pour Beautiful Kate.